# Шість стріл

Прапор Республіканської народної партії

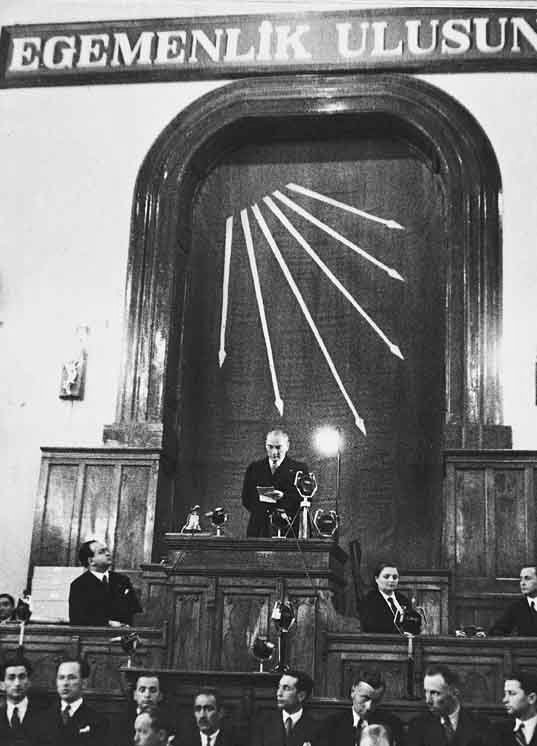
Шість головних принципів Ататюрка, символом яких є шість стріл.

Шість стріл ((тур. Altı Ok) - символ і прапор Республіканської народної партії Туреччини (CHP). Стріли представляють фундаментальні стовпи кемалізму, ідеології, яка заснувала Туреччину. Це республіканізм, популізм, націоналізм, лаїцизм, державність і реформізм. Вважається, що стріли були розроблені Ісмаїлом Хаккі Тонгуком, турецьким вченим, який зробив значний внесок у турецьку систему освіти. Принципи «Шести стріл» були включені до Конституції Туреччини 5 лютого 1937 року. З серпня 1938 року прапор піднімається на всіх офіційних будівлях.

## Принципи

### Республіканізм
Республіканізм (тур. Cumhuriyetçilik) - основна ідея Республіканської народної партії (CHP), яка охоплює суверенітет Турецької Республіки, заохочуючи громадянське усвідомлення того, що суверенітет належить саме народу. Згідно з РНП, ця ідея ставить народ понад усе, а коріння суверенітету походить від нації.